# Distretto di Erode
Il distretto di Erode è un distretto del Tamil Nadu, in India, di 2 574 067 abitanti. Il suo capoluogo è Erode.